# Liu Biao
Liu Biao (?-208 e.kr.) var hersker over Jing provinsen i Kina i tiden omkring det sene Han Dynastis fald. Han var fra samme familie som kejseren og dermed meget loyal overfor Handynastiet.
Da landet begyndte at dele sig op (ca. 193 e.kr.), lykkedes det hans hær at besejre Sun Jian, en lokal krigsherre. Senere skabte Sun Jians to sønner (Sun Ce og Sun Quan) en masse problemer for Liu Biao, da de søgte at hævne deres fars død. Det blev dog ikke dem, der besejrede ham. Mens Cao Cao skabte sig berømmelse i norden, valgte Liu Biao hverken at hjælpe eller hindre hans erobringer.
Senere, under Cao Cao's krig mod Yuan-familien (203-207 e.kr.), nægtede Liu Biao at alliere sig med nogen af siderne på trods af, at han var den eneste anden krigsherre som kunne stå imod de to store hære. Det var dog i løbet af denne tid, at Liu Biao valgte at huse Liu Bei, en af Cao Cao’s fjender, efter han flygtede fra Yuan-familien for at forenes med sine edsbrødre. Dette gjorde ham til Cao Cao’s næste mål, og efter at have besejret Yuan-familien sendte han derfor en stor hær sydpå for at erobre Jing. Sammen med Liu Bei fik Liu Biao vundet nogle af de første slag. Men efter at hans hær kom i mindretal og hans alliance med Liu Bei gik i stykker (på grund af indblanding i Cai Mao’s familie) måtte han se sig besejret af Cao Cao.
Selvom Liu Biao døde kort før krigen mod Cao Cao, fortsatte hans sønner (under beskyttelse og vejledning af Liu Bei) kampen i flere år. Liu Biao’s Jing var den største og mest centrale kinesiske provins under Han dynastiet og der foregik mange vigtige slag i de følgende artier, da Liu Bei, Cao Cao og Sun Quan kæmpede om deres ret til Kina.
1. ↑  Navnet er anført på engelsk og stammer fra Wikidata hvor navnet endnu ikke findes på dansk.